# セレオ八王子
セレオ八王子（セレオはちおうじ）は、東日本旅客鉄道（JR東日本）グループのJR中央線コミュニティデザイン（旧：JR東京西駅ビル開発）が、八王子駅北口および南口で運営する駅ビル型商業施設である。
店舗ブランド「セレオ (CELEO) 」は、Central Line（中央線）とOrange（中央線のラインカラー・オレンジ）からの造語。2009年末に武蔵小金井駅南口の駅ビル（現：nonowa武蔵小金井）とともに、この駅ビル名称の一般公募が行われた。

## 歴史

### 再開発による南館の開業
JR東京西駅ビル開発により、2010年11月11日に「セレオ八王子」として現在の南館がグランドオープン。この際にはまだ同社が運営していた旧「八王子ナウ」が営業中であったため、南館のみが「セレオ八王子」として開業した。
セレオ八王子（現在の南館）の建設は、八王子市が主導して進められていた八王子駅南口地区第一種市街地再開発事業の一環として行われたもので、この際に隣接して超高層ビル「サザンスカイタワー八王子」も建設され、また八王子駅南口の駅前広場・バスロータリー整備も行われた。新規に建設された南館部分はビックカメラをキーテナントとする地上6階・地下2階の駅ビルで、南館部分の建設に伴い八王子駅からの自由通路も延伸され、サザンスカイタワー八王子や駅前広場とも直結している。また環境に配慮し、一部では壁面緑化と照明のLED化が施されている。

### 北館開業と南館との一体化
その後、八王子駅北口の駅ビル「八王子ターミナルビル」でテナントとして営業してきたそごう八王子店が2012年1月31日をもって閉店、JR東京西駅ビル開発が運営していた専門店街「八王子ナウ」が同年10月24日をもって閉店した。
八王子市内に残った唯一の百貨店であったそごうの撤退は地元経済界に衝撃を与え、「百貨店でないと困る」という思いもあり存続を求めるべく署名活動が行われ、何万人もの署名が集まったものの慰留は実らなかった。そこで八王子商工会議所は高島屋や大丸松坂屋に出店を打診したが色よい返事は得られなかった。
そこでJR東京西駅ビル開発は、すでに開業していた「セレオ八王子」（現在の南館）と、そごうが撤退した北口駅ビル「八王子ターミナルビル」を一体的に開発することとした。そごう八王子店閉店後に「八王子ターミナルビル」のリニューアル工事を進め、「八王子ナウ」閉店翌日の10月25日に「八王子ターミナルビル」全体を「セレオ八王子」北館としてリニューアルオープン。その際に「八王子ナウ」を「セレオ八王子」へ統合し、同時に先行開業した南口の「セレオ八王子」を「南館」として一体的に営業開始した。
セレオ八王子北館は、南館のようなキーテナントを持たず、約200店舗からなる専門店街となった。旧専門店街「八王子ナウ」からの継続テナントである有隣堂、山野楽器、成城石井などに加えて、新規に京王百貨店のサテライト店や伊勢丹のサテライト店「イセタンミラー」、ロフト、無印良品､ユニクロなどが出店している。
また「八王子ナウ」からセレオ八王子北館への改装に合わせ、八王子市が八日町で運営していた3歳未満の子供と親向けの施設「親子つどいの広場ゆめきっず」を6階に移転するとともに、隣接して教育玩具メーカーのボーネルンドが運営する室内遊び場「キドキド」が設置されたほか、親子が一緒に利用できる「親子トイレ」や子供向けの楽しめるトイレ「子供トイレ」、乳幼児連れの家族が食事を採ることが可能な「ベビー休憩室」など、小さな子供連れの家族向けの施設が多数用意された。

### JR中央線コミュニティデザイン設立
2021年4月1日付で、JR東京西駅ビル開発と、中央線沿線でnonowaを運営する株式会社JR中央ラインモールが合併し、株式会社JR中央線コミュニティデザインを設立。これに伴い、セレオ八王子の運営会社がJR中央線コミュニティデザインとなった。JR中央線コミュニティデザインの八王子オフィスはセレオ八王子北館（旧：JR東京西駅ビル開発本社）内に置かれる。

## 主なテナント
セレオ八王子の大部分の店舗で、Suica電子マネーおよび交通系ICカード全国相互利用サービスで利用可能なICカードが支払いに利用できる。
現行店舗の詳細については、セレオ八王子公式サイト「ショップ・フロアマップ」を参照。

### 南館
- 地下1階・地下2階：駐車場
- 1階 - 5階：ビックカメラ八王子店
  - 1階：ミスタードーナツ、PRONTO、ファミリーマート
  - 2階：サーティワンアイスクリーム、銀座コージーコーナー、おむすび権米衛

### 北館
- 地下1階：食品[11]
  - ブルーミングブルーミー[10]、マツモトキヨシ、京都八百一、魚力、他
- 1階：食品[11]
  - 茶丸山園、とらや、ゴディバ、ユーハイム、成城石井、ナチュラルハウス、他
- M2階
  - ポニークリーニング、ミスターミニット、お直しサロン「アン･コトン」
- 2階：メンズ・レディスファッション
  - ISETAN COSMETICS、ITS' DEMO、UNITED ARROWS green label relaxing、[10]、他
- 3階：レディスファッション・雑貨
  - Zoff、3COINS+、アフタヌーンティーほか
- 4階：ファッション・雑貨
  - 無印良品、ジーユー、タリーズコーヒーほか
- 5階：ファッション
  - ユニクロ[10]、ABC-MART他
- 6階：子育て施設[11]・生活雑貨
  - ロフト [10]、ユザワヤ、京王百貨店他
- 7階：ベビー・キッズファッション
  - アカチャンホンポ[10]、八王子市親子つどいの広場ゆめきっず[11]、他
- 8階：ホビー
  - 有隣堂、みずほのアトリエ（みずほ銀行新型店舗）、山野楽器、Victoria・L-Breath、カメラのキタムラ、他
- 9階：レストラン
  - サンマルク、とんかつ和幸、梅蘭、宮崎ステーキハウス霧峰、おばんざい処はんなり、串家物語、他
- 10階：レストラン
  - ロイヤルホスト、卵と私、三宝庵、焼肉トラジ、さんるーむ、よみうりカルチャー八王子、他
- 屋上階：エキソラガーデン
  - ジェクサー・フットサルクラブ、他

## 周辺
- サザンスカイタワー八王子 - JR八王子駅南口の再開発ビル
  - 八王子市民会館（J:COMホール八王子）
- 八王子オクトーレ - JR八王子駅北口の再開発ビル
- 京王八王子ショッピングセンター - 京王八王子駅の駅ビル